# شهریار رحیموف
شهریار رحیموف (ترکی آذربایجانی: Şəhriyar Ağəli oğlu Rəhimov؛ زادهٔ ۶ آوریل ۱۹۸۹) بازیکن فوتبال اهل جمهوری آذربایجان است.
از باشگاه‌هایی که در آن بازی کرده‌است می‌توان به باشگاه فوتبال کشله و باشگاه فوتبال آزال باکو اشاره کرد.
وی همچنین در تیم‌های ملی فوتبال زیر ۲۱ سال جمهوری آذربایجان و جمهوری آذربایجان بازی کرده‌است.